# La Condamine (kráter)

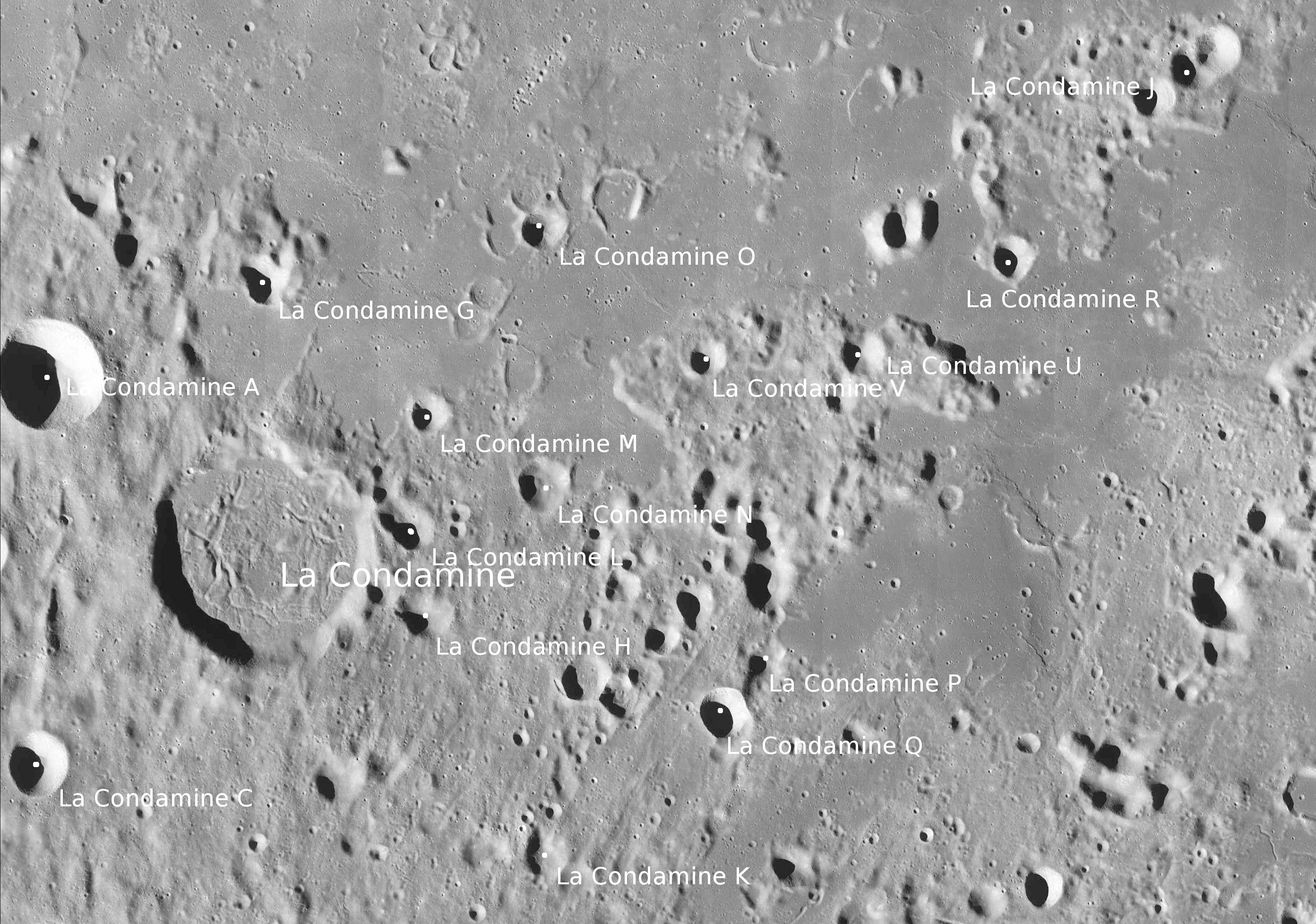
Poloha kráteru La Condamine.

La Condamine je kráter nacházející se v členitém terénu poblíž jižního okraje západní části Mare Frigoris (Moře chladu) na severní polokouli na přivrácené straně Měsíce. Má průměr 37 km a je obklopenou množstvím satelitních kráterů. Jižně leží kráter Maupertuis, západo-jihozápadně pak menší Bouguer.

## Název
Pojmenován byl na počest francouzského fyzika a astronoma Charlese Marie de La Condamine.

## Satelitní krátery
V okolí kráteru se nachází několik dalších kráterů. Ty byly označeny podle zavedených zvyklostí jménem hlavního kráteru a velkým písmenem abecedy.
| La Condamine | Sel. šířka | Sel. délka | Průměr |
| ------------ | ---------- | ---------- | ------ |
| A            | 54.4° S    | 30.1° Z    | 18 km  |
| B            | 58.8° S    | 31.5° Z    | 17 km  |
| C            | 52.4° S    | 30.2° Z    | 10 km  |
| D            | 53.5° S    | 30.8° Z    | 10 km  |
| E            | 57.7° S    | 31.9° Z    | 8 km   |
| F            | 57.3° S    | 31.0° Z    | 7 km   |
| G            | 54.8° S    | 28.1° Z    | 8 km   |
| H            | 53.1° S    | 26.6° Z    | 6 km   |
| J            | 56.0° S    | 19.3° Z    | 7 km   |
| K            | 51.9° S    | 25.5° Z    | 7 km   |
| L            | 53.6° S    | 26.7° Z    | 6 km   |
| M            | 54.2° S    | 26.6° Z    | 7 km   |
| N            | 53.8° S    | 25.6° Z    | 9 km   |
| O            | 55.1° S    | 25.6° Z    | 7 km   |
| P            | 52.9° S    | 23.5° Z    | 6 km   |
| Q            | 52.6° S    | 23.9° Z    | 9 km   |
| R            | 55.0° S    | 21.3° Z    | 7 km   |
| S            | 57.3° S    | 25.2° Z    | 4 km   |
| T            | 59.2° S    | 29.6° Z    | 6 km   |
| U            | 54.5° S    | 22.7° Z    | 7 km   |
| V            | 54.5° S    | 24.1° Z    | 6 km   |
| X            | 57.2° S    | 21.4° Z    | 4 km   |